# Жмеринка (вагонне депо)
Вагонне депо́ «Жмеринка» (ВЧД-4) — одне з 7 вагонних депо Південно-Західної залізниці. Розташоване біля однойменної станції.

## Основний профіль депо та можливі послуги
- технічне обслуговування вагонів;
- поточний ремонт вагонів з відчепленням;
- деповський ремонт вагонів власності УЗ
- технічне обслуговування та ремонт приватних вагонів;
- підготовка вагонів під навантаження.